# Dorothea Wierer
Dorothea Wierer (Bruneck, 3 april 1990) is een Italiaanse biatlete. Ze nam tweemaal deel aan de Olympische winterspelen, editie Sotsji 2014 en Pyeongchang 2018. In 2020 behaalde ze tweemaal goud op de wereldkampioenschappen te Antholz.

## Carrière
In 2008 werd Wierer in Ruhpolding wereldkampioene bij de junioren in de individuele wedstrijd. In januari 2009 maakte de Italiaanse in Oberhof haar wereldbekerdebuut. In 2009 werd ze opnieuw wereldkampioene bij de junioren ditmaal in de achtervolgingswedstrijd. In januari 2011 scoorde Wierer in Ruhpolding haar eerste wereldbekerpunten. Op de wereldkampioenschappen biatlon voor junioren 2011 in Nové Město won de Italiaanse goud op de individuele wedstrijd, de sprint en de achtervolging. Tijdens de wereldkampioenschappen biatlon 2011 in Chanty-Mansiejsk eindigde ze als 28e op de 7,5 kilometer sprint. Op de aansluitende 10 kilometer achtervolging eindigde ze op de negende plaats, tevens haar eerste toptienklassering in een wereldbekerwedstrijd. Op de 12,5 kilometer massastart eindigde ze als 21e, samen met Michela Ponza, Karin Oberhofer en Katja Haller eindigde ze als vierde op de estafette.
In Ruhpolding nam Wierer deel aan de wereldkampioenschappen biatlon 2012. Op dit toernooi eindigde ze als 41e op de 15 kilometer individueel en als 61e op de 7,5 kilometer sprint, op de estafette eindigde ze samen met Alexia Runggaldier, Nicole Gontier en Katja Haller op de twaalfde plaats.
Op de wereldkampioenschappen biatlon 2013 in Nové Město eindigde de Italiaanse als 21e op de 7,5 kilometer sprint als en dertigste op de 10 kilometer achtervolging, op de 15 kilometer individueel eindigde ze op de 58e plaats. Samen met Nicole Gontier, Michela Ponza en Karin Oberhofer veroverde ze de bronzen medaille op de estafette, op de gemengde estafette eindigde ze samen met Karin Oberhofer, Dominik Windisch en Lukas Hofer op de vierde plaats.
In 2014 nam Wierer deel aan de Olympische winterspelen in Sotsji. Samen met Karin Oberhofer, Dominik Windisch en Lukas Hofer behaalde ze de bronzen medaille in de gemengde estafette. In het estafettenummer bij de vrouwen eindigde ze met haar landgenotes op de zesde plaats. Ook op het sprintnummer eindigde ze als zesde. Op de wereldkampioenschappen biatlon 2015 in Kontiolahti eindigde de Italiaanse als vierde op de 15 kilometer individueel en negende in de 10 km achtervolging. Samen met Nicole Gontier, Lisa Vittozzi en Karin Oberhofer veroverde ze de bronzen medaille op de estafette. Samen met Karin Oberhofer, Dominik Windisch en Lukas Hofer eindigde ze als zevende op de gemengde estafette.
Op 3 december 2015 behaalde ze haar eerste overwinning, op de 15 kilometer individueel, in een wereldbekerwedstrijd in het Zweedse Östersund. Tijdens de wereldkampioenschappen biatlon 2016 in Oslo veroverde Wierer de zilveren medaille op de 10 kilometer achtervolging, haar eerste individuele WK-medaille. Daarnaast nog tweemaal in de toptien; ze werd vijfde op de 7,5 kilometer sprint en achtste op de 15 kilometer individueel. Op de estafette eindigde ze samen met Lisa Vittozzi, Karin Oberhofer en Alexia Runggaldier op de zevende plaats, samen met Karin Oberhofer, Lukas Hofer en Dominik Windisch eindigde ze als achtste op de gemengde estafette.
Op de wereldkampioenschappen biatlon 2017 in Hochfilzen eindigde de Italiaanse als zestiende op de 15 kilometer individueel. Op de 7,5 kilometer sprint eindigde ze als 21e, op de daaropvolgende 10 kilometer achtervolging eindigde ze op de tiende plaats. Op de 12,5 kilometer massastart behaalde ze beste resultaat met de achtste plaats. Op de estafette eindigde ze samen met Lisa Vittozzi, Federica Sanfilippo en Alexia Runggaldier op de vijfde plaats, samen met Lisa Vittozzi, Lukas Hofer en Dominik Windisch eindigde ze als vierde op de gemengde estafette.
Op de Olympische winterspelen in Pyeongchang won ze weer de bronzen medaille in de gemengde estafette, samen met Lisa Vittozzi, Dominik Windisch en Lukas Hofer. In het estafettenummer bij de vrouwen eindigde ze met haar landgenotes op de negende plaats. Bij de massastart eindigde ze als zesde en bij de 15 kilometer individueel als zevende.

## Resultaten

### Olympische Winterspelen
| Jaar | Plaats      | Onderdeel   | Onderdeel | Onderdeel     | Onderdeel  | Onderdeel | Onderdeel          |
| Jaar | Plaats      | Individueel | Sprint    | Achtervolging | Massastart | Estafette | Gemengde estafette |
| ---- | ----------- | ----------- | --------- | ------------- | ---------- | --------- | ------------------ |
| 2014 | Sotsji      | DNS         | 6e        | 17e           | 25e        | 6e        | ↑                  |
| 2018 | Pyeongchang | 7e          | 18e       | 15e           | 6e         | 9e        | ↑                  |
| 2022 | Peking      | 18e         | ↑         | 6e            | 22e        | 5e        | 9e                 |

### Wereldkampioenschappen
| Jaar | Plaats            | Onderdeel   | Onderdeel | Onderdeel     | Onderdeel  | Onderdeel | Onderdeel          | Onderdeel                 | Onderdeel |
| Jaar | Plaats            | Individueel | Sprint    | Achtervolging | Massastart | Estafette | Gemengde estafette | Single gemengde estafette |           |
| ---- | ----------------- | ----------- | --------- | ------------- | ---------- | --------- | ------------------ | ------------------------- | --------- |
| 2011 | Chanty-Mansiejsk  | –           | 27e       | 9e            | 20e        | 4e        | –                  |                           |           |
| 2012 | Ruhpolding        | 41e         | 61e       | –             | –          | 12e       | –                  |                           |           |
| 2013 | Nové Město        | 58e         | 21e       | 30e           | –          | Brons     | 4e                 |                           |           |
| 2015 | Kontiolahti       | 4e          | 20e       | 9e            | 26e        | Brons     | 7e                 |                           |           |
| 2016 | Oslo Holmenkollen | 8e          | 5e        | Zilver        | 20e        | 7e        | 8e                 |                           |           |
| 2017 | Hochfilzen        | 16e         | 21e       | 10e           | 8e         | 5e        | 4e                 |                           |           |
| 2019 | Östersund         | 8e          | 10e       | 20e           | Goud       | –         | Brons              | Zilver                    |           |
| 2020 | Antholz           | Goud        | 7e        | Goud          | Zilver     | 10e       | Zilver             | 9e                        |           |
| 2021 | Pokljuka          | 9e          | 20e       | 4e            | 8e         | 9e        | 6e                 | 5e                        |           |
| 2023 | Oberhof           | 15e         | 19e       | 11e           | 14e        | Goud      | Zilver             | –                         |           |
| 2024 | Nové Město        | 14e         | 10e       | 20e           | 21e        | 11e       | 10e                | –                         |           |

### Wereldkampioenschappen junioren
| Jaar | Plaats     | Onderdeel   | Onderdeel | Onderdeel     | Onderdeel |
| Jaar | Plaats     | Individueel | Sprint    | Achtervolging | Estafette |
| ---- | ---------- | ----------- | --------- | ------------- | --------- |
| 2010 | Torsby     | 6e          | 13e       | 11e           | –         |
| 2011 | Nové Město | Goud        | Goud      | Goud          | Zilver    |

### Wereldbeker
Eindklasseringen
| Seizoen   | Algemeen | Individueel | Sprint | Achtervolging | Massastart |
| --------- | -------- | ----------- | ------ | ------------- | ---------- |
| 2010/2011 | 54e      | –           | 58e    | 46e           | 40e        |
| 2011/2012 | 91e      | –           | 77e    | –             | –          |
| 2012/2013 | 38e      | 40e         | 40e    | 29e           | –          |
| 2013/2014 | 16e      | 7e          | 18e    | 15e           | 21e        |
| 2014/2015 | 7e       | 14e         | 4e     | 5e            | 13e        |
| 2015/2016 | Brons    | Goud        | Brons  | Zilver        | 8e         |
| 2016/2017 | 5e       | 23e         | 8e     | 5e            | 5e         |
| 2017/2018 | 5e       | 8e          | 4e     | 6e            | 11e        |
| 2018/2019 | Goud     | 7e          | Zilver | Goud          | Zilver     |
| 2019/2020 | Goud     | Zilver      | Zilver | Zilver        | Goud       |
| 2020/2021 | 5e       | Goud        | 4e     | 7e            | 8e         |
| 2021/2022 | 9e       | 11e         | 13e    | 9e            | Brons      |
| 2022/2023 | Zilver   | 5e          | Zilver | Brons         | 4e         |
| 2023/2024 | 28e      | 34e         | 29e    | 12e           | –          |

Wereldbekerzeges
| Nr.         | Datum            | Plaats      | Onderdeel                 |
| Individueel | Individueel      | Individueel | Individueel               |
| ----------- | ---------------- | ----------- | ------------------------- |
| 1.          | 3 december 2015  | Östersund   | 15 km individueel         |
| 2.          | 14 januari 2016  | Ruhpolding  | 15 km individueel         |
| 3.          | 6 februari 2016  | Canmore     | 12,5 km massastart        |
| 4.          | 11 januari 2018  | Ruhpolding  | 15 km individueel         |
| 5.          | 13 december 2018 | Hochfilzen  | 7,5 km sprint             |
| 6.          | 26 januari 2019  | Antholz     | 10 km achtervolging       |
| 7.          | 17 maart 2019    | Östersund   | 12,5 km massastart (WK)   |
| 8.          | 1 december 2019  | Östersund   | 7,5 km sprint             |
| 9.          | 12 december 2019 | Hochfilzen  | 7,5 km sprint             |
| 10.         | 16 februari 2020 | Antholz     | 10 km achtervolging (WK)  |
| 11.         | 18 februari 2020 | Antholz     | 15 km individueel (WK)    |
| 12.         | 28 november 2020 | Kontiolahti | 15 km individueel         |
| 13.         | 23 januari 2022  | Antholz     | 10 km achtervolging       |
| 14.         | 19 januari 2023  | Antholz     | 7,5 km sprint             |
| 15.         | 9 maart 2023     | Östersund   | 15 km individueel         |
| 16.         | 12 maart 2023    | Östersund   | 12,5 km massastart        |
| Estafettes  |                  |             |                           |
| 1.          | 13 december 2015 | Hochfilzen  | 4x6 km estafette          |
| 2.          | 10 maart 2018    | Kontiolahti | Gemengde estafette        |
| 3.          | 16 december 2018 | Hochfilzen  | 4x6 km estafette          |
| 4.          | 17 februari 2019 | Midway      | Single gemengde estafette |
| 5.          | 30 november 2019 | Östersund   | Gemengde estafette        |